# Alena Chadimová
Alena Chadimová (Olomouc, 22 de novembro de 1931) é uma ginasta checa. Integrou a equipe feminina de ginástica artística responsável por trazer a medalha de bronze para a República Tcheca nos Jogos Olímpicos de Verão de 1952.

## Biografia
Alena Chadimová nasceu em Olomouc, cidade localizada no interior da Morávia, no ano de 1931. Fez sua estreia nos Jogos Olímpicos na edição de 1952, realizados em Helsínquia, capital da Finlândia.
Na edição finlandesa dos jogos, integrou a equipe da República Checa responsável por garantir o bronze para o país na categoria de ginástica artista por equipe, juntamente com Eva Věchtová, Jana Rabasová, Božena Srncová, Hana Bobková, Matylda Šínová, Věra Vančurová e Alena Reichová. A equipe foi superada pelas equipes da União Soivética e da Hungria, que garantiram o ouro e a prata, respectivamente. A equipe checa, ainda ficou em sexto lugar na categoria de aparelhos portáteis portáteis por equipe.
Além da competição em equipe, Chadimová ainda disputou uma série de categorias individuais. No individual geral feminino ficou em vigésimo lugar. No solo, ficou em vigésimo lugar empatando com a sueca Gun Röring. Nas paralelas assimétricas, ficou em trigésimo quinto lugar empatando com a polonesa Urszula Łukomska. Na trave olímpica, ficou em vigésimo segundo lugar, ficando novamente empatada com a atleta sueca Gun Röring.
Outra importante participação importante de Chadimová foi no Campeonato Mundial de Ginástica Artística de 1954, realizado em Roma, capital da Itália. Integrou a equipe responsável por garantir a medalha de bronze na ginástica artística por equipe juntamente com Eva Bosáková, Miroslava Brdičková, Věra Drazdíková, Zdena Lizkova, Anna Marejková, Alena Reichová e Věra Vančurová. Com o bronze, a equipe checa completou o pódio, na edição em que a União Soviética ganhou o ouro e a Hungria angariou a prata.